# Liste von Online-Enzyklopädien
Dies ist eine Liste von Online-Enzyklopädien.

## Übersicht
- Allgemeine Enzyklopädien
- Antiquitäten, Kunst und Literatur
- Biographien
- Biowissenschaften
- Film und Fernsehen
- Internet und Kommunikation
- Mathematik
- Musik
- Philosophie
- Politik und Geschichte
- Popkultur und Science-Fiction
- Psychologie
- Regionale Enzyklopädien
- Religion und Theologie
- Sprache
- Wirtschaft
- Wissenschaft und Technik
- Klon-Enzyklopädien

## Allgemeine Enzyklopädien

### A
| Site                                                  | Sprache | Beschreibung                 | Zugang           |
| ----------------------------------------------------- | ------- | ---------------------------- | ---------------- |
| Allgemeine Encyclopädie der Wissenschaften und Künste | deutsch | Digitalisat der Enzyklopädie | kostenlos Zugang |

Zurück zum Anfang

### B
| Site        | Sprache    | Beschreibung                                                                           | Zugang            |
| ----------- | ---------- | -------------------------------------------------------------------------------------- | ----------------- |
| Baidu Baike | chinesisch | Enzyklopädie bei dem größten chinesischen Suchprogramm Baidu, früher Hudong            | kostenlos Zugang  |
| Brockhaus   | deutsch    | Onlineausgabe der Enzyklopädie, verschiedene Versionen, für Schulen drei Altersstufen. | Abonnement Zugang |

Zurück zum Anfang

### C
| Site                      | Sprache               | Beschreibung                                                                    | Zugang                                                                                 |
| ------------------------- | --------------------- | ------------------------------------------------------------------------------- | -------------------------------------------------------------------------------------- |
| The Canadian Encyclopedia | englisch, französisch | Alle Interessengebiete (Inhalt der gedruckten Canadian Encyclopedia)            | kostenlos Zugang                                                                       |
| Citizendium               | englisch              | Alle Interessengebiete, Wiki                                                    | kostenlos, copyleft Zugang                                                             |
| Columbia Encyclopedia     | englisch              | Alle Interessengebiete                                                          | kostenlos Zugang                                                                       |
| Conservapedia             | englisch              | Amerikanische Konservative und christliche Interessen                           | kostenlos Zugang                                                                       |
| Crnogorska Enciklopedija  | Montenegrinisch       | Alle Interessengebiete (wollte eine Wikipedia montenegrinischer Sprache werden) | außer Funktion letzte funktionierende Version vom 8. Dezember 2008 auf web.archive.org |
| Croatian Encyclopedia     | kroatisch             | Allgemeine und nationale Enzyklopädie                                           | kostenlos Zugang                                                                       |
| Chookri Encyclopedia      | Arabisch              | Geschichte                                                                      | kostenlos Zugang                                                                       |

Zurück zum Anfang

### D
| Site                         | Sprache    | Beschreibung                                                                      | Zugang           |
| ---------------------------- | ---------- | --------------------------------------------------------------------------------- | ---------------- |
| Den Store Danske Encyklopædi | dänisch    | Alle Interessengebiete                                                            | kostenlos Zugang |
| Digital Universe             | englisch   | Sammlung von Artikeln über erzieherische, kulturelle und wissenschaftliche Themen | kostenlos Zugang |
| Doosan Encyclopedia          | koreanisch | Alle Interessengebiete                                                            | kostenlos Zugang |

Zurück zum Anfang

### E
| Site                                              | Sprache                              | Beschreibung | Zugang                                                                                    |
| ------------------------------------------------- | ------------------------------------ | --- | ----------------------------------------------------------------------------------------- |
| EcuRed                                            | spanisch                             | Alle Interessengebiete. kubanisches Spanisch | kostenlos Zugang                                                                          |
| Ekşi Sözlük                                       | türkisch                             | Alle Interessengebiete | kostenlos Zugang                                                                          |
| Encarta                                           | englisch                             | Alle Interessengebiete | kein Betrieb                                                                              |
| Enciclonet                                        | spanisch                             | Alle Interessengebiete | Begrenzter kostenloser Zugang und Umfang, Abonnement für vollen Zugang Zugang             |
| Encyclopædia Britannica                           | englisch                             | Alle Interessengebiete | Begrenzter kostenloser Zugang und Umfang, Abonnement für vollen Zugang Zugang             |
| Encyclopædia Britannica 11th Edition (1910–11)    | englisch                             | Alle Interessengebiete | Public domain: vollständig kostenloser Zugang von verschiedenen online-Plattformen Zugang |
| Encyclopedia.com                                  | englisch                             | Alle Interessengebiete | kostenlos Zugang                                                                          |
| Große chinesische Enzyklopädie                    | chinesisch                           | Alle Interessengebiete | Abonnement Zugang                                                                         |
| Encyklopedia Internautica                         | polnisch                             | Alle Interessengebiete | kostenlos Zugang                                                                          |
| Enciclopedia Italiana di scienze, lettere ed arti | italienisch                          | Alle Interessengebiete. veröffentlicht durch das Istituto dell’Enciclopedia Italiana Treccani                                                            | kostenlos Zugang                                                                          |
| Enciclopedia Libre Universal en Español           | spanisch                             | Spiegel der spanischen Wikipedia, benützt Wiki-Software, veröffentlicht unter GNU                                                                        | kostenlos, copyleft Zugang                                                                |
| L’Enciclopèdia in Valencianisch                   | valencianisch                        | Alle Interessengebiete, benützt Wiki-Software, veröffentlicht unter GNU                                                                                  | kostenlos, copyleft Zugang                                                                |
| Encyclopedia Sindhiana                            | sindhi                               | Alle Interessengebiete | Begrenzter kostenloser Zugang und Umfang Zugang                                           |
| Encyclopædia Universalis                          | französisch                          | Alle Interessengebiete, herausgegeben von der Encyclopædia Britannica                                                                                    | Abonnement Zugang                                                                         |
| Everybodywiki                                     | 30 Sprachen (Stand: 20. August 2025) | Alle Interessengebiete; Light-Version von Wikipedia, mit weit weniger Regeln und Konflikten. Aus Wikipedia gelöschte Artikel werden automatisch kopiert. | kostenlos Zugang                                                                          |
| Everipedia                                        | englisch                             | Die Site erlaubt Autoren über alle Themen zu schreiben und jeder kann eine Seite nach Anlegen eines kostenlosen Accounts einstellen.                     | kostenlos Zugang                                                                          |
| Everything2                                       | englisch                             | Alle Interessengebiete, Nutzer können Artikel über fast alle Themen schreiben                                                                            | kostenlos Zugang                                                                          |

Zurück zum Anfang

### F
| Site                                  | Sprache           | Beschreibung | Zugang           |
| ------------------------------------- | ----------------- | --- | ---------------- |
| Freewiki (Eigenschreibweise FreeWiki) | deutsch, englisch | Gegründet von dem Homöopathen Jörg Wichmann. Alle Interessengebiete, Nutzer können Artikel schreiben. Nutzer müssen sich mit Klarnamen anmelden und ein Administrator muss sie freischalten. | kostenlos Zugang |

Zurück zum Anfang

### G
| Site                          | Sprache            | Beschreibung                                                                           | Zugang                    |
| ----------------------------- | ------------------ | -------------------------------------------------------------------------------------- | ------------------------- |
| Gemeinde Lexikon Riehen       | deutsch            | Alle Interessengebiete                                                                 | kostenlos Zugang          |
| GNE                           | englisch           | Alle Interessengebiete Artikel werden veröffentlicht unter GNU-Lizenz. früherGNUPedia. | kein Betrieb              |
| Gran Enciclopèdia Catalana    | katalanisch        | Alle Interessengebiete                                                                 | kostenlos Zugang          |
| Grand Larousse encyclopédique | französisch        | Alle Interessengebiete                                                                 | kostenlos Zugang          |
| Great Soviet Encyclopedia     | russisch, englisch | Alle Interessengebiete, häufig aus der Sicht der (offiziellen) Sowjetunion.            | kostenlos Zugang (Archiv) |

Zurück zum Anfang

### H
Keine Einträge
Zurück zum Anfang

### I
| Site                         | Sprache  | Beschreibung | Zugang           |
| ---------------------------- | -------- | --- | ---------------- |
| Infoplease                   | englisch | Alle Interessengebiete                                                                                               | kostenlos Zugang |
| Internetowa encyklopedia PWN | polnisch | Alle Interessengebiete                                                                                               | kostenlos Zugang |
| Interpedia                   | englisch | Alle Interessengebiete, die erste Site, die eine kostenlose Enzyklopädie vorschlug, die von Nutzern geschrieben wird | kein Betrieb     |

Zurück zum Anfang

### J
Keine Einträge
Zurück zum Anfang

### K
| Site                   | Sprache   | Beschreibung | Zugang                                             |
| ---------------------- | --------- | --- | -------------------------------------------------- |
| Enciklopedio Kalblanda | esperanto | Alle Interessengebiete, die erste Esperanto-Online-Enzyklopädie | kein Betrieb (ging in der Esperanto-Wikipedia auf) |
| Kathpedia              | deutsch   | Allgemein, Privatwiki aus römisch-katholischer Sicht | kostenlos seit 2024 offline                        |
| Klexikon               | deutsch   | Ein Online-Lexikon für Kinder. | kostenlos Zugang                                   |
| Know Your Meme         | englisch  | Eine Website und Videoplattform, die Wiki-Software benützt zur Dokumentation verschiedener Internetphänomene und Ähnlichem, wie viralen Videos, Bilder, Schlagworte und Internet-Stars zu zeigen | kostenlos Zugang                                   |
| Krugosvet (Кругосвет)  | russisch  | Alle Interessengebiete | kostenlos Zugang                                   |

### L
Keine Einträge
Zurück zum Anfang

### M
| Site                                          | Sprache | Beschreibung                                                                            | Zugang                                       |
| --------------------------------------------- | --- | --------------------------------------------------------------------------------------- | -------------------------------------------- |
| Marjorie-Wiki                                 | deutsch | Alle Interessengebiete                                                                  | kostenlos Zugang                             |
| Marathi Vishwakosh                            | marathi | Allgemeine Themen                                                                       | kostenlos Zugang                             |
| Marefa                                        | arabisch | Alle Interessengebiete                                                                  | kostenlos Zugang                             |
| Mawdoo3                                       | arabisch | Alle Interessengebiete                                                                  | kostenlos Zugang                             |
| Wathaeqyah                                    | arabisch | Alle Interessengebiete                                                                  | kostenlos Zugang                             |
| Metapedia                                     | ungarisch, deutsch, englisch, spanisch, schwedisch, rumänisch, estnisch, französisch, slowenisch, tschechisch, portugiesisch, norwegisch, dänisch, griechisch, holländisch | rechtsradikal, White-Supremacy- und Neonazi-Enzyklopädie                                | kostenlos, in Deutschland Verbreitungsverbot |
| Munzinger Online                              | deutsch | Kurzbiographien, Länderinformationen, Literatur, Film, Musik, aktuelles Zeitgeschehen … | Abonnement Zugang                            |
| Meyers Konversations-Lexikon 4. ed. 1888–1892 | deutsch | Alle Interessengebiete                                                                  | kostenlos Zugang zu Archiv                   |
| Mot3ah                                        | arabisch | Alle Interessengebiete                                                                  | kostenlos Zugang                             |

Zurück zum Anfang

### N
| Site                 | Sprache    | Beschreibung           | Zugang            |
| -------------------- | ---------- | ---------------------- | ----------------- |
| Nationalencyklopedin | schwedisch | Alle Interessengebiete | Abonnement Zugang |
| nourzalam            | arabisch   | Alle Interessengebiete | kostenlos Zugang  |
| Nupedia              | englisch   | mit GNUpedia zusammen  | kein Betrieb      |

Zurück zum Anfang

### O
| Site      | Sprache  | Beschreibung                                                        | Zugang                |
| --------- | -------- | ------------------------------------------------------------------- | --------------------- |
| Open Site | englisch | Enzyklopädie, vom Open Directory Project angestoßen, nutzerbestimmt | Kein Wiki mehr Zugang |

Zurück zum Anfang

### P
| Site                   | Sprache   | Beschreibung                          | Zugang                             |
| ---------------------- | --------- | ------------------------------------- | ---------------------------------- |
| Pluspedia              | deutsch   | Alle Interessengebiete                | kostenlos Zugang                   |
| Probert Encyclopaedia  | englisch  | Alle Interessengebiete                | kein Betrieb                       |
| Proleksis Encyclopedia | kroatisch | Allgemeine und nationale Enzyklopädie | kostenlos mit Registrierung Zugang |

Zurück zum Anfang

### Q
| Site        | Sprache  | Beschreibung                           | Zugang           |
| ----------- | -------- | -------------------------------------- | ---------------- |
| Queer Grace | englisch | für LGBTQ mit christlichem Hintergrund | kostenlos Zugang |

Zurück zum Anfang

### R
| Site         | Sprache  | Beschreibung                       | Zugang           |
| ------------ | -------- | ---------------------------------- | ---------------- |
| Rationalwiki | englisch | Skeptikerbewegung Interessenthemen | kostenlos Zugang |

Zurück zum Anfang

### S
| Site                  | Sprache                                    | Beschreibung                                                                                  | Zugang           |
| --------------------- | ------------------------------------------ | --------------------------------------------------------------------------------------------- | ---------------- |
| Sarvavijnanakosam     | Malayalam                                  | Alle Interessengebiete                                                                        | kostenlos Zugang |
| Scholarpedia          | englisch                                   | Artikel werden von Wissenschaftlern geschrieben und durch Peer-review auf Richtigkeit geprüft | kostenlos Zugang |
| Store norske leksikon | norwegisch (Bokmål)                        | Alle Interessengebiete                                                                        | kostenlos Zugang |
| Superpedia            | Bahasa Indonesia, sundanesisch, avanesisch | Alle Interessengebiete                                                                        | kostenlos Zugang |
| Susning.nu            | schwedisch                                 | ein schwedischsprachiges Wiki (2001–2009)                                                     | kein Betrieb     |

Zurück zum Anfang

### T
| Site               | Sprache | Beschreibung       | Zugang           |
| ------------------ | ------- | ------------------ | ---------------- |
| Tamil Encyclopedia | tamil   | Allgemeine Gebiete | kostenlos Zugang |

### U
Keine Einträge
Zurück zum Anfang

### V
| Site                                | Sprache                         | Beschreibung                                                                | Zugang |
| ----------------------------------- | ------------------------------- | --------------------------------------------------------------------------- | --- |
| Từ điển Bách khoa toàn thư Việt Nam | vietnamesisch                   | Alle Interessengebiete, staatlich geförderte Enzyklopädie                   | kostenlos Zugang                                                                                                  |
| Veropedia                           | englisch, holländisch, spanisch | Spiegelung stabiler Versionen ausgewählter Artikel der englischen Wikipedia | kein Betrieb, seit 2009 offline, letzte funktionierende Version vom 14. Dezember 2017 auf web.archive.org: Zugang |

Zurück zum Anfang

### W
| Site                    | Sprache                                            | Beschreibung                                                                                | Zugang                                      |
| ----------------------- | -------------------------------------------------- | ------------------------------------------------------------------------------------------- | ------------------------------------------- |
| Web Community Wiki      | deutsch                                            | Alle Interessengebiete, Schwerpunkt Spiele und Unterhaltung                                 | kostenlos Zugang (seit Herbst 2018 offline) |
| WIEM Encyklopedia       | polnisch                                           | Alle Interessengebiete                                                                      | kostenlos Zugang                            |
| Wikipedia               | zahlreiche Sprachen mit unterschiedlichen Inhalten | Alle Interessengebiete, Wiki                                                                | kostenlos, copyleft Zugang                  |
| Wikisage                | Holländisch und Englisch                           | Alle interessengebiete; Light-Version von Wikipedia, mit weit weniger Regeln und Konflikten | kostenlos (www.wikisage.org)                |
| Winkler Prins           | holländisch                                        | Alle Interessengebiete, drei Altersstufen                                                   | Abonnement Zugang                           |
| World Book Encyclopedia | englisch                                           | Alle Interessengebiete                                                                      | Abonnement Zugang                           |

Zurück zum Anfang

### X
Keine Einträge

### Y
Keine Einträge

### Z
Keine Einträge
Zurück zum Anfang
Zurück zur Übersicht

## Biographien
| Site                                    | Sprache               | Beschreibung | Zugang            |
| --------------------------------------- | --------------------- | --- | ----------------- |
| Australian Dictionary of Biography      | englisch              | Einträge über bekannte gestorbene Australier                                                                         | kostenlos Zugang  |
| Hohenheimer Lexikon der Agrarbiografien | deutsch               | Einträge bekannter Agrarier in Deutschland und Nachbarländern                                                        | kostenlos Zugang  |
| Hrvatski biografski leksikon            | kroatisch             | Vielbändige Referenz über Personen der kroatischen Geschichte                                                        | kostenlos Zugang  |
| Dictionary of Canadian Biography        | englisch, französisch | Einträge über bekannte Kanadier                                                                                      | kostenlos Zugang  |
| Dictionary of Irish Architects          | englisch              | Biographische Informationen über irische Architekten von 1720 bis 1940                                               | kostenlos Zugang  |
| Oxford Dictionary of National Biography | englisch              | Umfassendes 66-bändiges Nachschlagwerk über bekannte Gestalten der britischen Geschichte                             | Abonnement Zugang |
| Dictionary of New Zealand Biography     | englisch, māori       | Einträge über bekannte verstorbene Neu-Seeländer                                                                     | kostenlos Zugang  |
| Dizionario Biografico degli Italiani    | italienisch           | Biographisches Wörterbuch italienischer Personen, herausgegeben von dem Istituto dell’Enciclopedia Italiana Treccani | kostenlos Zugang  |

Zurück zur Übersicht

## Film und Fernsehen
| Site                     | Sprache | Beschreibung | Zugang           |
| ------------------------ | --- | --- | ---------------- |
| Internet Movie Database  | englisch, deutsch, französisch, ungarisch, italienisch, polnisch, portugiesisch, rumänisch, türkisch und spanisch | Datenbank zu Filmen, Fernsehserien, Videoproduktionen und Computerspielen sowie über Personen, die daran mitgewirkt haben | kostenlos Zugang |
| Lexikon der Filmbegriffe | deutsch | Datenbank zu filmwissenschaftlichen Informationen                                                                         | kostenlos Zugang |

Zurück zur Übersicht

## Antiquitäten, Kunst und Literatur
| Site                                                  | Sprache                                     | Beschreibung | Zugang                      |
| ----------------------------------------------------- | ------------------------------------------- | --- | --------------------------- |
| Dictionary of Greek and Roman Antiquities             | englisch                                    | Umfasst Texte des 19. Jahrhunderts Enzyklopädie gleichen Namens. Schwerpunkt sind Themen von kultureller und geschichtlicher Bedeutung mit Bezug zu Griechen und Römern. | kostenlos Zugang zum Archiv |
| Dictionary of Greek and Roman Biography and Mythology | englisch                                    | Schwerpunkt sind Themen mit Bezug zu griechischer und römischer Mythologie und deren Gestalten                                                                           | kostenlos Zugang zum Archiv |
| Dictionary of Greek and Roman Geography               | englisch                                    | Schwerpunkt sind Themen mit Bezug zu griechischer und römischer Geographie                                                                                               | kostenlos Zugang zum Archiv |
| Enciclopedia Dantesca                                 | italienisch                                 | Dante Alighieri und seiner Zeit gewidmet, vom Istituto dell’Enciclopedia Italiana Treccani                                                                               | kostenlos Zugang            |
| Encyclopedia Mythica                                  | englisch                                    | enthält Artikel über Mythologie, Folklore und Religion | kostenlos Zugang            |
| Harpers Dictionary of Classical Antiquities           | englisch                                    | Befasst sich mit Themen des klassischen Altertums; Text von 1898 | kostenlos Zugang zum Archiv |
| The History of Nordic Women's Literature              | englisch, dänisch, schwedisch               | Durchsuchbare englischsprachige Online-Version einschließlich Biographien                                                                                                | kostenlos Zugang            |
| The Literary Encyclopedia                             | englisch                                    | Literaturbezogene Artikel | Abonnement Zugang           |
| Oxford Art Online                                     | englisch                                    | Bildende Kunst früher Grove Art Online und The Dictionary of Art, ursprünglich herausgegeben 1996 als eine 34-bändige gedruckte Enzyklopädie; seit 1998. online          | Abonnement Zugang           |
| SIKART                                                | englisch, deutsch, französisch, italienisch | Biographisches Wörterbuch und Datenbank zur Schweizer Bildenden Kunst | kostenlos Zugang            |

Zurück zur Übersicht

## Regionale Enzyklopädien
| Site                                               | Sprache                                    | Beschreibung | Zugang                                                      |
| -------------------------------------------------- | ------------------------------------------ | --- | ----------------------------------------------------------- |
| Austria-Forum                                      | deutsch, englisch                          | Online-Datenbank zur österreichischen Kultur                                                                                         | kostenlos Zugang                                            |
| Banglapedia                                        | bengali, englisch                          | Themen mit Bezug zu Bangladesch | kostenlos Zugang                                            |
| Chalo Chatu                                        | englisch                                   | Gemeinschaftliche Online-Enzyklopädie der Chalochatu Foundation, bietet umfassende Artikel über sambische Kultur und Geschichte usw. | kostenlos Zugang                                            |
| Dictionary of Sydney                               | englisch                                   | Artikel über die Geschichte und Kultur von Sydney                                                                                    | kostenlos Zugang                                            |
| Encyclopaedia of Islam                             | persisch                                   | über die Welt des Islam, keine muslimische Enzyklopädie                                                                              | Abonnement Übersicht                                        |
| Encyclopædia Iranica                               | englisch, Pläne für eine persische Version | Artikel über die Einflüsse des iranischen Volkes in der Geschichte                                                                   | kostenlos Zugang                                            |
| Enzyklopädie zur koreanische Kultur                | koreanisch                                 | Koreabezogene Themen | kostenlos Zugang                                            |
| Enzyklopädie von Puerto Rico                       | spanisch, englisch                         | Puerto Rico bezogene Themen | kostenlos Zugang                                            |
| Enzyklopädie der Ukraine                           | englisch und ukrainisch                    | Ukrainebezogene Artikel | kostenlos Zugang                                            |
| Gazetteer for Scotland                             | englisch                                   | Artikel über die Geographie und Orte von Schottland                                                                                  | kostenlos Zugang                                            |
| Historisches Lexikon der Schweiz                   | französisch, deutsch und italienisch       | Artikel über die Geschichte der Schweiz                                                                                              | kostenlos Zugang                                            |
| Historisches Lexikon des Fürstentums Liechtenstein | deutsch                                    | Artikel über die Geschichte des Fürstentums Liechtenstein sowie Artikel mit Bezug auf seinen Nachbarstaaten                          | kostenlos Zugang                                            |
| HistoryLink                                        | englisch                                   | Artikel mit Bezug auf die Geschichte Washingtons                                                                                     | kostenlos Zugang                                            |
| Kodansha Encyclopedia of Japan                     | englisch                                   | Umfassende Artikel über japanische Kunst und Kultur, Geschichte und Politik usw.                                                     | Abonnement Zugang                                           |
| Looklex Encyclopaedia                              | englisch (in Norwegen)                     | Themen: Mittlerer Osten, Afrika (bekannt als CiAS 1996–1999)                                                                         | kostenlos Zugang                                            |
| MNopedia                                           | englisch                                   | veröffentlicht durch die Minnesota Historical Society                                                                                | kostenlos Zugang                                            |
| Panyathai                                          | thai, teilweise englisch                   | Alle Interessengebiete, geschaffen um den König Bhumibol Adulyadej zu ehren                                                          | kostenlos Archiv-Zugang                                     |
| Te Ara: The Encyclopedia of New Zealand            | englisch, māori                            | Site der Regierung Neuseelands mit landesbezogenen Inhalten                                                                          | kostenlos Zugang                                            |
| Wien Geschichte Wiki                               | deutsch                                    | Artikel über the Geschichte von Wien, enthält 31.000 Einträge aus der 2. Ausgabe des Historischen Lexikons Wien                      | kostenlos Hauptseite im Wien Geschichte Wiki der Stadt Wien |
| Winterthur Glossar                                 | deutsch                                    | Artikel über Themen mit Bezug zu Winterthur                                                                                          | kostenlos                                                   |

Zurück zur Übersicht

## Popkultur und Science-Fiction
| Site                                | Sprache | Beschreibung | Zugang                            |
| ----------------------------------- | --- | --- | --------------------------------- |
| Don Markstein's Toonopedia          | englisch | Schwerpunkt sind Artikel bezogen auf Druck und animierte Cartoons                                                              | kostenlos Zugang                  |
| Elite Dangerous Wiki                | englisch | Artikel zu Elite: Dangerous | kostenlos Zugang                  |
| Encyclopædia Dramatica              | englisch | enthält Humor-Artikel, insbesondere zur zeitgenössischen Internetkultur                                                        | kostenlos Zugang                  |
| Fringepedia                         | englisch | enthält Artikel bezogen auf das amerikanische Fernsehdrama Fringe                                                              | kostenlos Zugang                  |
| h2g2                                | englisch | Sammlung von manchmal lustigen Enzyklopädieartikeln, auf der Grundlage von Douglas Adams’ The Hitchhiker's Guide to the Galaxy | kostenlos Zugang                  |
| Heroes Wiki                         | englisch, holländisch, französisch, deutsch, hebräisch, italienisch, portugiesisch, spanisch, schwedisch, türkisch | enthält Artikel bezogen auf das amerikanische Fernsehdrama Heroes                                                              | kostenlos Zugang                  |
| Kamelopedia                         | deutsch, kamelisch | Humorwiki, erste deutsche Wikipedia-Parodie (und mehr, seit 2004)                                                              | kostenlos Zugang                  |
| Lostpedia                           | englisch, deutsch, spanisch, französisch, italienisch, japanisch, holländisch, polnisch portugiesisch, russisch, chinesisch | enthält Artikel bezogen auf das Fernsehdrama Lost                                                                              | kostenlos Zugang                  |
| Memory Alpha                        | englisch, bulgarisch, chinesisch, tschechisch, holländisch, esperanto, französisch, deutsch, polnisch portugiesisch, russisch, serbisch, spanisch, schwedisch | Artikel zu Star Trek | kostenlos Zugang                  |
| Perrypedia                          | deutsch | Artikel zu Perry Rhodan | kostenlos Zugang                  |
| The Encyclopedia of Science Fiction | englisch | Autoren, Bücher, Filme über SF                                                                                                 | kostenlos Zugang                  |
| The Rocklopedia Fakebandica         | englisch | Artikel über 'fake bands' in der Unterhaltungsindustrie                                                                        | kostenlos Zugang                  |
| Supernatural Wiki                   | englisch | enthält Artikel bezogen auf das amerikanische Fernsehdrama Supernatural                                                        | kostenlos Zugang                  |
| TV Tropes                           | englisch, deutsch, esperanto, spanisch, französisch, norwegisch, finnisch, schwedisch, al bhed (Kunstsprache), quenya | Artikel bezogen auf Dinge und Regeln, die Fantayautoren beachten müssen                                                        | kostenlos Zugang                  |
| Uncyclopedia                        | deutsch | Humorwiki, Wikipedia-Parodie (im Verbund mit ähnlich intendierten Wikis in anderen Sprachen)                                   | kostenlos Zugang via Uncyclomedia |
| Wookieepedia                        | englisch, deutsch, spanisch, bulgarisch, dänisch, finnisch, französisch, kroatisch, ungarisch, italienisch, japanisch, holländisch, norwegisch, portugiesisch, russisch, rumänisch, slowakisch, slowenisch, schwedisch, chinesisch                                                                                | Artikel zu Star Wars | kostenlos Zugang                  |
| WoWWiki / Wowpedia                  | englisch, deutsch, spanisch, französisch, tschechisch, dänisch, griechisch, persisch, finnisch, hebräisch, ungarisch, isländisch, italienisch, litauisch, lettisch, holländisch, nynorsk, bokmål, polnisch, portugiesisch, brasilianisches portugiesisch, russisch, slowakisch, koreanisch, japanisch, chinesisch | Artikel zu World of Warcraft                                                                                                   | kostenlos Zugang                  |

Zurück zur Übersicht

## Mathematik
| Site                                      | Sprache            | Beschreibung | Zugang                        |
| ----------------------------------------- | ------------------ | --- | ----------------------------- |
| Encyclopaedia of Mathematics              | englisch           | Artikel über Themen der Mathematik                                                                                         | kostenlos Zugang              |
| Encyclopedia of Triangle Centers          | englisch           | Informationen über tausende ausgezeichnete Punkte im Dreieck, Koordinatensysteme Verknüpfungen, Inzidenz, Gleichungen usw. | kostenlos Zugang              |
| EqWorld                                   | englisch, russisch | Artikel über mathematische Gleichungen                                                                                     | kostenlos Zugang              |
| MathWorld                                 | englisch           | Artikel über eine Vielzahl von mathematikbezogenen Themen                                                                  | kostenlos Zugang              |
| On-Line Encyclopedia of Integer Sequences | englisch           | Informationen über hunderttausende IntegerFolgen, einschließlich Formeln, Sequenzen, Rechnerprgrammen usw.                 | kostenlos/CC BY-NC 3.0 Zugang |
| PlanetMath                                | englisch           | Mathematik-bezogene Themen und Artikel                                                                                     | kostenlos/GNU Zugang          |

Zurück zur Übersicht

## Musik
| Site                                            | Sprache    | Beschreibung | Zugang            |
| ----------------------------------------------- | ---------- | --- | ----------------- |
| Bulgarisches Rock-Archiv (Български рок архиви) | bulgarisch | Archiv bulgarischer Rockgruppen | kostenlos Zugang  |
| Encyclopaedia Metallum                          | englisch   | Archiv zu Heavy Metalgruppen | kostenlos Zugang  |
| Grove Music Online                              | englisch   | überwiegend über historische und klassische Musik weltweit; in gedruckter Form das Grove Dictionary of Music and Musicians mit 20 Bänden, erstmals herausgegeben 1980 bei Oxford Music online | Abonnement Zugang |
| MOOMA                                           | hebräisch  | Artikel über israelische Musik und Musiker | kostenlos Zugang  |
| Oxford Music Online                             | englisch   | Musik | kostenlos Zugang  |

Zurück zur Übersicht

## Philosophie
| Site                                 | Sprache         | Beschreibung                                                                | Zugang            |
| ------------------------------------ | --------------- | --------------------------------------------------------------------------- | ----------------- |
| Encyclopedia of Marxism              | mehrsprachig    | Artikel zum Studium des Marxismus                                           | kostenlos Zugang  |
| Freimaurer-Wiki                      | deutschsprachig | Artikel zur Freimaurerei, Wahlspruch: Die Wahrheit ist ein scharfes Schwert | kostenlos Zugang  |
| Internet Encyclopedia of Philosophy  | englisch        | Philosophiebezogene Artikel, Gründer James Fieser                           | kostenlos Zugang  |
| Routledge Encyclopedia of Philosophy | englisch        | Philosophische Artikel, Gründer Edward Craig                                | Abonnement Zugang |
| Stanford Encyclopedia of Philosophy  | englisch        | Philosophische Themen, Gründer Edward Zalta                                 | kostenlos Zugang  |
| L'Encyclopédie philosophique         | französisch     | Philosophische Artikel, Gründer Maxime Kristanek                            | kostenlos Zugang  |

Zurück zur Übersicht

## Politik und Geschichte
| Site                                                                                                | Sprache                                                                     | Beschreibung | Zugang                                 |
| --------------------------------------------------------------------------------------------------- | --------------------------------------------------------------------------- | --- | -------------------------------------- |
| Ancient History Encyclopedia                                                                        | englisch                                                                    | Geschichts-Enzyklopädie für Studenten und die Allgemeinheit. Geprüft durch Redaktionsteam, kein Wiki.              | kostenlos Zugang                       |
| Ballotpedia                                                                                         | englisch                                                                    | amerikanische Politik, Wahlen und Öffentlichkeit                                                                   | kostenlos Zugang                       |
| The Concise Encyclopædia of Economics                                                               | englisch                                                                    | Wirtschaft – Teil der Library of Economics and Liberty, herausgegeben von David R. Henderson                       | kostenlos Zugang                       |
| Cyclopaedia of Political Science, Political Economy, and the Political History of the United States | englisch                                                                    | Artikel bezogen auf Wissenschaft, Wirtschaft, und amerikanische Autoren. Die Ausgabe von 1899 ist online verfügbar | kostenlos Zugang                       |
| dKosopedia                                                                                          | englisch                                                                    | Politische Enzyklopädie geschrieben von dem Standpunkt eines modernen demokratischen Liberalismus                  | kostenlos Zugang                       |
| The Encyclopedia of 9/11                                                                            | englisch                                                                    | Enzyklopädie zu den terroristischen Angriffen vom 11. September 2001                                               | kostenlos Zugang                       |
| Encyclopedia Titanica                                                                               | englisch                                                                    | Enzyklopädie zum Bau und Untergang der RMS Titanic                                                                 | kostenlos Zugang                       |
| Encyclopedia of World Problems and Human Potential                                                  | englisch                                                                    | Artikel über menschliche Probleme                                                                                  | kostenlos Zugang                       |
| Gapminder                                                                                           | englisch                                                                    | Historische globale Trends in Gesundheit, Armut und Demographie                                                    | kostenlos Zugang                       |
| glbtq.com                                                                                           | englisch                                                                    | Kultur von Gays, Lesben, Bisexual, Transgender und Queer                                                           | kostenlos Zugang                       |
| HistoryLink                                                                                         | englisch                                                                    | Artikel über die Geschichte des Bundesstaats Washington                                                            | kostenlos Zugang                       |
| Holocaust Encyclopedia                                                                              | englisch, arabisch, persisch, französisch, spanisch                         | Holocaust-bezogene Artikel, herausgegeben vom United States Holocaust Memorial Museum                              | kostenlos Zugang                       |
| JurisPedia                                                                                          | arabisch, englisch, chinesisch, französisch, deutsch, spanisch, holländisch | eine akademische Enzyklopädie über Konzepte der Gesetzgebung                                                       | kostenlos Zugang                       |
| Our World In Data                                                                                   | englisch                                                                    | Globale Trends über wirtschaftliches Wachstum, Armut, Gesundheit, Krieg, Gewalt, Erziehung und Demographie         | kostenlos Zugang                       |
| WikiMANNia                                                                                          | deutsch, englisch, spanisch, italienisch, französisch, russisch             | Feminismus-Kritik, Männerrechtsbewegung, Familienpolitik                                                           | kostenlos, in Deutschland Jugendverbot |

Zurück zur Übersicht

## Religion und Theologie
| Site                                                        | Sprache  | Beschreibung | Zugang                          |
| ----------------------------------------------------------- | -------- | --- | ------------------------------- |
| Encyclopedia of Seventh-day Adventists                      | englisch | Artikel über Angelegenheiten der Siebenten-Tags-Adventisten | kostenlos, Zugang               |
| Boston Collaborative Encyclopedia of Western Theology       | englisch | Artikel über westliches Christentum und christliche Theologie | kostenlos, Public domain Zugang |
| Catholic Encyclopedia                                       | englisch | Artikel über zum Katholizismus (Texte von 1913 und 1922). | kostenlos, Public domain Zugang |
| Christliche Cyclopedia                                      | englisch | Sammlung von geschichtlichen und theologischen Informationen | kostenlos Zugang                |
| Easton's Bible Dictionary                                   | englisch | Artikel über Christentum und Theologie | kostenlos, Public domain Zugang |
| Encyclopaedia Biblica                                       | englisch | enthält Artikel bezogen auf „die literarische, politische und religiöse Geschichte, die Archaeologie, Geographie und Naturgeschichte in der Bibel“                                                                              | kostenlos Zugang zum Archiv     |
| Encyclopedia of Mormonism                                   | englisch | Artikel von Mormonen über die Geschichte der Church of Jesus Christ of Latter-day Saints und Church of Jesus Christ of Latter-day Saints – Lehrsätze und Praktiken der Kirche Jesu Christi der Heiligen der Letzten Tage (LDS). | kostenlos Zugang                |
| Global Anabaptist Mennonite Encyclopedia Online             | englisch | Themen mit Bezug zu Anabaptismus und Mennonitens | kostenlos Zugang                |
| Jewiki                                                      | deutsch  | generisch mit Schwerpunkt Judentum | kostenlos www.jewiki.net        |
| Jewish Encyclopedia                                         | englisch | Themen mit Bezug zum Judaismus | kostenlos Zugang                |
| Jewish Virtual Library                                      | englisch | Portal zu wichtigen judaistischen Themen | kostenlos Zugang                |
| Punjabipedia                                                | punjabi  | Einträge über Sikhismus | kostenlos kein Zugang           |
| Webbible                                                    | englisch | Einträge zur Bibel | kostenlos Zugang                |
| Wissenschaftliches Bibellexikon im Internet                 | deutsch  | Einträge zur Bibel | kostenlos Zugang                |
| Wissenschaftlich-religionspädagogisches Lexikon im Internet | deutsch  | Einträge zur Religionspädagogik | kostenlos Zugang                |

Zurück zur Übersicht

## Psychologie
| Site                       | Sprache  | Beschreibung                              | Zugang           |
| -------------------------- | -------- | ----------------------------------------- | ---------------- |
| Psi Encyclopedia           | englisch | enthält Artikel zu Themen der Psychologie | kostenlos Zugang |
| Encyclopedia of Psychology | englisch | Themen der Psychologie                    | kostenlos Zugang |

Zurück zur Übersicht

## Wirtschaft
| Site                                   | Sprache | Beschreibung                                                      | Zugang           |
| -------------------------------------- | ------- | ----------------------------------------------------------------- | ---------------- |
| Enzyklopädie der Wirtschaftsinformatik | deutsch | Themen der Wirtschaftsinformatik, kein Wiki                       | kostenlos Zugang |
| Lobbypedia                             | deutsch | enthält Artikel zu Themen der Wirtschaft, insbesondere Lobbyismus | kostenlos Zugang |

Zurück zur Übersicht

## Wissenschaft und Technik
| Site                                                                                      | Sprache  | Beschreibung | Zugang                            |
| ----------------------------------------------------------------------------------------- | -------- | --- | --------------------------------- |
| Encyclopedia Astronautica                                                                 | englisch | Artikel über Raumfahrt, Astronomie und militärische Raketentechnik                                                                              | kostenlos Zugang                  |
| Encyclopedia of Earth                                                                     | englisch | Artikel über die Erde und ihre Ökosysteme | kostenlos Zugang                  |
| Encyclopedia of Laser Physics and Technology                                              | englisch | Lasertechnologie, Photonik, und damit zusammenhängende Themen wie Glasfasertechnik und Ultrakurzpulslaser                                       | kostenlos Zugang                  |
| Encyclopedia of Science                                                                   | englisch | A – Z der Wissenschaft, und Technologie, Mathematik, Philosophie usw. Betrieben und täglich aktualisiert vom Astronomen und Autor David Darling | kostenlos Zugang                  |
| Engineering and Technology History Wiki                                                   | englisch | Die Geschichte der Technik, in Partnerschaft von der United Engineering Foundation, AIChE, AIME, ASCE, ASME, IEEE, SPE und der SWE.             | kostenlos Zugang                  |
| FOLDOC                                                                                    | englisch | Rechnertechnik und verwandte Themen | kostenlos Zugang                  |
| Javapedia                                                                                 | englisch | alle Themen mit Bezug zu Java | kostenlos Zugang                  |
| Lexikon für Analytik, Labortechnik, Chemie, Verfahrenstechnik, Prozesstechnik, Anlagenbau | deutsch  | Themen sind Chemie, Pharmazie, Materialwissenschaften und verwandten naturwissenschaftliche Fächer                                              | kostenlos [www.chemie.de/lexikon] |
| Omniglot                                                                                  | englisch | Themen sind Sprachen und Schreibsysteme | kostenlos Zugang                  |
| Römpp Lexikon Chemie                                                                      | deutsch  | Die Welt der Chemie sowie Umwelt, Naturstoffe und Biochemie                                                                                     | 14 Tage kostenlos Zugang          |
| ScienceWorld                                                                              | englisch | Themen sind Astronomie, wissenschaftliche Biographien, Chemie, und Physik. Ähnlich wie MathWorld, wird es von Eric Weisstein.herausgegeben      | kostenlos Zugang                  |

Zurück zur Übersicht

## Biowissenschaften
| Site                                                   | Sprache | Beschreibung | Zugang            |
| ------------------------------------------------------ | --- | --- | ----------------- |
| Animal Diversity Web                                   | englisch | Studenten-Wiki, Datenbank der University of Michigan zu Naturgeschichte, Verbreitung, Klassifizierung, und Diskussionen über biologische Themen. | kostenlos Zugang  |
| APpedia                                                | chinesisch | enthält Artikel über allgemeine Fragen zum Tierschutz                                                                                            | kostenlos Zugang  |
| ARKive                                                 | englisch | Video- und Audiobeiträge zu Arten weltweit | kostenlos Zugang  |
| Encyclopedia of Life                                   | englisch, französisch | Kategoriensuche für 1.8 Millionen bekannte Arten weltweit                                                                                        | kostenlos Zugang  |
| Encyclopedia of Life Sciences                          | englisch | Biologiebezogene Artikel | Abonnement Zugang |
| Encyclopedia of Life Support Systems                   | englisch | Artikel zu den Natur und Gesellschaftswissenschaften                                                                                             | Abonnement Zugang |
| Erowid                                                 | englisch | Informationen zu Psychotropen Substanzen | kostenlos Zugang  |
| FishBase                                               | englisch, spanisch, portugiesisch, französisch, deutsch, italienisch, holländisch, chinesische Kurzzeichenschrift, chinesisch (Traditionelles Han), griechisch, schwedisch, russisch, persisch, vietnamesisch, thai, lao, hindi, bengali | Artikel über Fischarten | kostenlos Zugang  |
| Flora Europaea                                         | englisch | befasst sich mit europäischen Pflanzenarten | kostenlos Zugang  |
| King Abdullah Bin Abdulaziz Arabic Health Encyclopedia | arabisch, englisch | Gesundheitsthemen, Enzyklopädie | kostenlos Zugang  |
| Palaeos                                                | englisch | Themen zur Paläontologie | kostenlos Zugang  |
| The Plant List                                         | englisch | Themen zur Flora | kostenlos Zugang  |
| Radiopaedia                                            | englisch | Artikel über bildgebenden Verfahren in der Radiologie und beim Röntgen                                                                           | kostenlos Zugang  |
| Wikispecies                                            | englisch | der Versuch, einen Katalog aller Lebewesen zu schaffen                                                                                           | kostenlos Zugang  |
| ZipcodeZoo                                             | englisch | Enzyklopädie aller Lebewesen | kostenlos Zugang  |

Zurück zur Übersicht

## Sprache
| Site                           | Sprache                                                                                          | Beschreibung                                                    | Zugang                                               |
| ------------------------------ | ------------------------------------------------------------------------------------------------ | --------------------------------------------------------------- | ---------------------------------------------------- |
| Baydat                         | deutsch                                                                                          | Lexikon zum bayerischen Dialekt                                 | kostenlos Zugang                                     |
| Glossaire des patois           | französisch                                                                                      | Lexikon zur Sprache der französischsprachigen Westschweiz       | kostenlos Zugang                                     |
| Glottopedia                    | deutsch, englisch (von Max-Planck-Institut für evolutionäre Anthropologie und Universität Trier) | Lexikon zur Sprache                                             | kostenlos (Commons CC-BY-SA) Zugang (en) Zugang (de) |
| Schweizerisches Idiotikon      | deutsch, schweizerdeutsch                                                                        | Lexikon zur schweizerdeutschen Sprache                          | kostenlos Zugang                                     |
| Schwäbisches Lexikon           | deutsch, schwäbisch                                                                              | Lexikon zur schwäbischen Sprache                                | kostenlos Zugang                                     |
| Urban Dictionary               | englisch                                                                                         | Wörterbuch zum amerikanischen Slang                             | kostenlos Zugang                                     |
| Utrecht Lexicon of Linguistics | englisch                                                                                         | Linguistisches Lexikon des Utrecht institute of Linguistics OTS | kostenlos Zugang                                     |
| Vocabolario                    | italienisch                                                                                      | Lexikon des Schweizer italienisch                               | kostenlos Zugang                                     |

Zurück zur Übersicht

## Internet und Kommunikation
| Site       | Sprache  | Beschreibung | Zugang           |
| ---------- | -------- | ------------ | ---------------- |
| Emojipedia | englisch | Emojis       | kostenlos Zugang |

Zurück zur Übersicht

## Klon-Enzyklopädien
| Site      | Sprache             | Beschreibung                                           | Zugang                                                     |
| --------- | ------------------- | ------------------------------------------------------ | ---------------------------------------------------------- |
| Hamichlol | hebräisch, englisch | Alle Interessengebiete                                 | kostenlos. Copyleft: Spiegel von Wikipedia-Inhalten Zugang |
| Wikmonde  | mehrsprachig        | Klon der Wikipedia (Teile)                             | kostenlos Zugang                                           |
| Wikiwand  | mehrsprachig        | alternative Darstellung von Artikeln aus der Wikipedia | kostenlos Zugang siehe Wikiwand                            |

Zurück zur Übersicht